# Ligia oceanica
Ligia oceanica (comunemente noto anche come porcellino di mare o ligia) è un crostaceo marino appartenente all'ordine degli Isopodi.
L. oceanica ha una forma ovale, con un corpo più lungo che largo (circa il doppio) e dimensioni che possono raggiungere i 30 millimetri di lunghezza. La sua colorazione varia dal grigio al verde oliva; possiede grandi occhi composti e lunghe antenne.
È tipico delle acque temperate dalla Norvegia al Mediterraneo, da Cape Cod al Maine  ed è presente anche nelle acque di Giappone - dove è chiamato funamushi (フナムシ?) - e Cina.
Si tratta di una specie piuttosto comune, e può essere rinvenuto con facilità nelle zone litoranee a substrato duro, e specialmente nelle cavità delle rocce, laddove si formino delle pozze di acqua marina stagnante, e sotto le pietre.
L. oceanica ha abitudini notturne; è un animale onnivoro e si ciba principalmente di alghe, diatomee come di ogni sorta di detriti organici.
Un singolo individuo può vivere fino a 2,5-3 anni e si riproduce generalmente un'unica volta.